# 9272 Ліселяє
9272 Ліселяє (9272 Liseleje) — астероїд головного поясу, відкритий 19 травня 1979 року.
Тіссеранів параметр щодо Юпітера — 3,360.
Назва від невеликого міста Ліселяє (дан. Liseleje), що на північному узбережжі острова Зеландія у Данії.